# Acallis
Acallis is een geslacht van vlinders in de familie van de snuitmotten (Pyralidae). De wetenschappelijke naam van het geslacht werd voor het eerst geldig gepubliceerd in 1891 door Émile Louis Ragonot.

## Soorten
- Acallis alticolalis (Dyar, 1910)
  - =[2] Polloccia  alticolalis Dyar, 1910
- Acallis gripalis (Hulst, 1886)
  - = Aglossa gripalis Hulst, 1886[3]
  - =[4] Acallis centralis Dyar, 1910
  - = Acallis fernaldi Ragonot, 1891[1]
  - = Acallis griphalis
  - = Acallis gryphalis
  - = Ugra angustipennis Warren, 1891
- Acallis trichialis Hampson, 1906[5]
  - = Galasa vulgalis Dyar, 1913[6]

### Niet meer in dit geslacht
- Acallis amblytalis => Acutia amblytalis Dyar, 1914
- Acallis falciferalis => Acutia falciferalis Ragonot, 1891
- Acallis xantippe => Acutia xantippe